# Йоніда Малічі
Йоніда Малічі (Jonida Maliqi, 26 березня 1982, Тирана, Албанія) — албанська співачка, телеведуча, меценатка та підприємиця. Представляла Албанію на пісенному конкурсі Євробачення 2019 року з піснею «Ktheju tokës (Повернення на землю)».

## Кар'єра
Йоніда Малічі почала свою співочу кар'єру на Festivali i Këngës, коли їй виповнилося 13 років, з піснею «Planeti i fëmijëve», в дуеті з Aleksandër Rrapi. У 1997 році вона повернулася на Фестиваль у складі іншого дуету разом з Kastriot Tusha. Пісня була присвячена Матері Терезі. Окрім цього, Малічі також провела 49-е видання Festivali i Këngës у 2010 році.
Сольна кар'єра Йоніди Малічі почалася в 1999 році, а її пісня «Do jetoj pa ty» завоювала друге місце на фестивалі.
Протягом своєї кар'єри Малічі виграла низку музичних нагород, грала Бітію в албанській версії «Десять заповідей: мюзикл», а також Джульєтту в мюзиклі Ромео та Джульєтта.
У 2012 році Малачі очолила свою команду в албанській версії голландського серіалу «Я люблю свою країну». У 2013 році співачка була оголошена ведучою першого сезону «Голос Діти Албанія», але згодом відмовилася. Роком пізніше Малічі була ведучою четвертого сезону албанської версії «Танців з зірками».
У 2016 році співачка виступила суддею п'ятого сезону «Голосу Албанії».

### Євробачення
У 2018 році Йоніда Малічі перемогла на Festivali i Këngës з піснею «Ktheju Tokës» (Повернення до землі) та отримала право представити Албанію на Пісенному конкурсі Євробачення 2019 року, що проходив у Тель-Авіві, Ізраїль.
16 травня 2019 року співачка виступила у другому півфіналі конкурсу, де зайняла 9 місце (з 10), отримавши 96 балів (58 від телеглядачів та 38 від журі), що дозволило Албанії кваліфікуватися до фіналу, який відбувся 18 травня того ж року. Йоніда посіла 17 місце (з 26) у фіналі конкурсу з 47 балами від глядачів та 43 — від журі (всього 90).

## Особисте життя
На початку 2000-х років Малічі одружилася з албанським бізнесменом Гентом Призрені. У березні 2017 року пара оголосила про розлучення. Від колишнього чоловіка має сина Дена.

## Телебачення
- Festivali i Këngës (1995, 1999, 2000, 2001, 2002, 2004, 2006, 2007, 2018, 2019)
- Big Brother (2008)
- Dua vendin tim (2012)
- Танці з зірками (Албанія) (2014)
- Голос Албанії (2016)

## Дискографія
- Nuk të pres (Я не чекаю) (2005)[7]
- Jonida Maliqi (Йоніда Малічі) (2013)

## Нагороди та номінації
Festivali i Këngës
| Рік  | Номіновано                                            | Нагорода    | Результат |
| ---- | ----------------------------------------------------- | ----------- | --------- |
| 1999 | «Do jetoj pa ty (Я буду жити без тебе)»               | Друге місце | Перемога  |
| 2004 | «Frikem se më pëlqen (Боюся, мені це не подобається)» | Третє місце | Перемога  |
| 2018 | «Ktheju tokës (Повернення на землю)»                  | Перше місце | Перемога  |

Kënga Magjike
| Рік  | Номіновано                                      | Нагорода              | Результат |
| ---- | ----------------------------------------------- | --------------------- | --------- |
| 2003 | «Vetem një natë (Тільки одна ніч)»              | Кращий виконавець     | Перемога  |
| 2004 | «Nuk kam faj që robëroje (Я не звинувачую вас)» | Etno Music Award      | Перемога  |
| 2005 | «Papagalli i dashurisë (Папуга Любові)»         | Кращий виконавець     | Перемога  |
| 2008 | «Njëri nga ata (Один з них)»                    | Перша премія          | Перемога  |
| 2008 | «Njëri nga ata (Один з них)»                    | Нагорода 10-ї річниці | Перемога  |
| 2011 | «Thesar pa emër (Неназваний скарб)»             | Çesk Zadeja Award     | Перемога  |
| 2013 | «Ti (Ви)»                                       | Jon Music Award       | Перемога  |

Video Fest Awards
| Рік  | Номіновано                                       | Нагорода             | Результат |
| ---- | ------------------------------------------------ | -------------------- | --------- |
| 2014 | «Sonte (Сьогодні ввечері)» (ft. Dj Blunt & Real) | Найкраща колаборація | Номінація |

Top Fest
| Рік  | Номіновано                                                           | Нагорода                  | Результат |
| ---- | -------------------------------------------------------------------- | ------------------------- | --------- |
| 2006 | «Forca e femrës (Жіноча сила)» (with Tuna)                           | Найкраща жінка-виконавиця | Перемога  |
| 2010 | «Sot t'i japim fund (Сьогодні ми закінчуємо з нею)» (with Big Basta) | Найкраща поп-пісня        | Перемога  |

Zhurma Show Awards
| Рік  | Номіновано                     | Нагорода             | Результат |
| ---- | ------------------------------ | -------------------- | --------- |
| 2015 | «Jam bërë si ti (Я був як ви)» | Найкращий виконавець | Номінація |